# إميل فريدريكسن
إميل فريدريكسن (بالدنماركية: Emil Frederiksen) هو لاعب كرة قدم دنماركي في مركز الوسط، ولد في 5 سبتمبر 2000 في فيبورغ في الدنمارك. لعب مع نادي هيرنفين.

## وصلات خارجية
- إميل فريدريكسن على موقع اتحاد النرويج (النرويجية)
- إميل فريدريكسن على موقع قاعدة بيانات كرة القدم.إي يو (الإنجليزية)
- إميل فريدريكسن على موقع Soccerway.com (الإنجليزية)
- إميل فريدريكسن على موقع عالم كرة القدم.نت (الإنجليزية)